# Ophiorrhiza fangdingii
Ophiorrhiza fangdingii är en måreväxtart som beskrevs av Hsien Shui Lo. Ophiorrhiza fangdingii ingår i släktet Ophiorrhiza och familjen måreväxter. Inga underarter finns listade i Catalogue of Life.